# Edstuga
Edstuga är en tidigare småort i Bollnäs kommun, Gävleborgs län, belägen i Bollnäs socken sydväst om Bollnäs och öster om Freluga. 2015 hade folkmängden i området minskat och småorten upplöstes.